# Gura Văii, Iași
Gura Văii (în trecut, Găureaua) este un sat în comuna Strunga din județul Iași, Moldova, România.